# Czesław Malec
Czesław Malec (ur. 26 czerwca 1941 w Krzemieńcu, Polska; dziś na Ukrainie, zm. 18 lipca 2018 w Assevent, Francja) – polski koszykarz, występujący na pozycji skrzydłowego, reprezentant kraju, olimpijczyk.
Reprezentant Polski podczas olimpiady w Meksyku 1968. Dwukrotnie brał udział w mistrzostwach Europy, przywożąc do kraju dwa brązowe medale (1965, 1967). Pojawił się również w składzie reprezentacji na jedynych, jak do tej pory mistrzostwach świata, z udziałem Polaków.
W biało-czerwonym stroju, z orzełkiem na piersi wystąpił 125 razy, zdobywając łącznie 602 punkty. W 1971 roku wyjechał do Francji wraz z całym gronem swoich kolegów tj.: Bohdan Likszo, Wiesław Langiewicz, Edward Grzywna czy były trener Wisły Jerzy Bętkowski.
9 maja 1964 wziął udział w meczu Wisła Kraków (70:117) All-Stars USA. W składzie reprezentacji gwiazd znajdowali się zawodnicy NBA: Bob Pettit (Hawks), Tom Heinsohn (Celtics), Bill Russell (Celtics), Oscar Robertson (Royals), Jerry Lucas (Royals), Tom Gola (Knicks), Bob Cousy, K.C. Jones (Celtics). W spotkaniu tym zanotował 14 punktów.
Był żonaty i miał jedno dziecko. Po zakończeniu kariery osiadł na stałe we Francji, gdzie pracował przez wiele lat jako kierowca.

## Osiągnięcia i wyróżnienia
Reprezentacja
- 2-krotny brązowy medalista mistrzostw Europy (1965, 1967)
- Uczestnik:
  - igrzysk olimpijskich (1968 Meksyk – 6. miejsce)
  - mistrzostw świata (1967 Urugwaj – 5. miejsce)

Klubowe
- 3-krotny mistrz Polski (1962, 1964, 1968)
- 4-krotny wicemistrz Polski (1965–1967, 1969)
- 3-krotny brązowy medalista mistrzostw Polski (1961, 1963, 1970)

Odznaczenie
- Brązowy Medal za Wybitne Osiągnięcia Sportowe (1967)[3]